# Nikołaj Siemionow
Nikołaj Nikołajewicz Siemionow, ros. Николай Николаевич Семёнов (ur. 3 kwietnia?/15 kwietnia 1896 w Saratowie, zm. 25 września 1986 w Moskwie) – rosyjski profesor chemii na politechnice w Leningradzie (1928–1944) i uniwersytecie w Moskwie (od 1944 roku).

## Życiorys
Po ukończeniu w 1913 szkoły realnej w Samarze studiował na Wydziale Fizyczno-Matematycznym Uniwersytetu Petersburskiego (m.in. pod kierunkiem Abrama Ioffe), który ukończył w 1917. Następnie wykładał w Tomskim Instytucie Technologicznym oraz na Wydziale Fizyki Uniwersytetu Tomskiego, w 1920 został kierownikiem laboratorium Petersburskiego Państwowego Fizyczno-Chemicznego Instytutu Rentgenowskiego, w którym w 1927 objął sektor chemiczno-fizyczny, na bazie którego w 1931 założono Instytut Fizyki Chemicznej, którym Siemionow kierował przez 55 lat, do 1986. Prowadził prace badawcze w dziedzinie kinetyki chemicznej. Opracował teorię reakcji łańcuchowych (1927–1934), teorię cieplnego spalania i eksplozji (1928–1940) oraz rozchodzenia się fal wybuchowych. Prowadził też badania nad reakcjami wolnych rodników
W 1956 roku otrzymał nagrodę Nobla w zakresie chemii (z Cyrilem Hinshelwoodem). Dwukrotny Bohater Pracy Socjalistycznej (14 kwietnia 1966 i 14 kwietnia 1976), dziewięciokrotnie odznaczony orderem Lenina (10 czerwca 1945, 29 października 1949, 1953, 1954, 8 maja 1956, 14 kwietnia 1966, 1971, 14 kwietnia 1976 i 18 grudnia 1981). Otrzymał również Nagrodę Leninowską (1976), dwukrotnie Nagrodę Stalinowską II stopnia (1941 i 1949), Order Rewolucji Październikowej (14 kwietnia 1986), Order Czerwonego Sztandaru Pracy (10 czerwca 1946), Medal „Za ofiarną pracę w Wielkiej Wojnie Ojczyźnianej 1941–1945”, Złoty Medal im. Łomonosowa Akademii Nauk ZSRR (1970) i inne wyróżnienia. Był honorowym członkiem Akademii Nauk w Bangalore (Indie, 1959), Węgierskiej Akademii Nauk (1961), Nowojorskiej Akademii Nauk (1962) i Rumuńskiej Akademii Nauk (1965) oraz zagranicznym członkiem Narodowej Akademii Nauk USA (1963), Akademii Nauk NRD (1966), Polskiej Akademii Nauk (1974), Francuskiej Akademii Nauk (1978), Czechosłowackiej Akademii Nauk (1965) i członkiem wielu towarzystw naukowych i uniwersytetów.
W 1974 r. został członkiem zagranicznym PAN.